# 劉寒吉

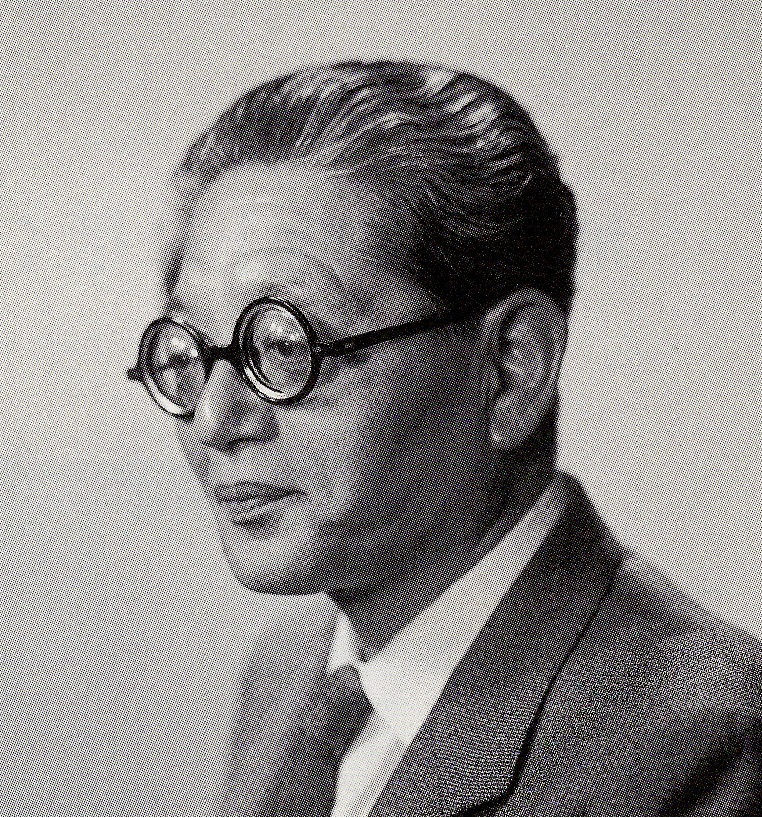
劉寒吉

劉 寒吉（りゅう かんきち、1906年（明治39年）9月18日 - 1986年（昭和61年）4月20日) は、日本の昭和期の小説家。本名は 濱田 陸一（はまだ りくいち）。

## 人物
1906年（明治39年）9月18日 福岡県小倉市、魚町33番地（現 北九州市小倉北区、魚町2丁目4番21号）で 父 濱田源治 母 マツの長男として生まれた。名は陸一。生家は、旧小倉藩小笠原公の砂糖御用達商人「濱田屋」。1925年（大正14年）小倉市立小倉商業学校（現 福岡県立小倉商業高等学校）卒業。
在学中より文学の道に進み、同人誌『悟桐』を創刊。1925年（大正14年）9月、同人誌『公孫樹』を創刊。1938年（昭和13年）『九州文学』創刊以来、1983年（昭和58年）12月号の第464号で休刊するまで、48年間『九州文学』の大黒柱として、編集経営に尽力した。
文学活動以外の分野においても、北九州地域の文化振興に尽くした。1960年（昭和35年）小倉郷土会会長に就任。単なる地方の歴史研究の団体とせず、考古学、 民俗学、文化財保護などの分野を包含した組織体に改編、運営にあたった。
また、文化財保護の重要性から森鷗外旧居や柳川市の北原白秋生家の復元に尽力した。

## 備考
- ペンネームの「劉」は朝鮮に渡った時に知り合った青年の名前から採っており、「寒吉」には「心寂しい男」の意味が込められているという[1]。
- 文学碑が北九州市立中央図書館前庭にある[1]。1990年に建立されたもので、設計者は建築家の谷口吉生[1]。谷口によれば「文学者の人柄にふさわしく控えめで、簡潔な意匠とすることを心がけた」という[1]。碑面に刻まれた「吹くは風ばかり」の文言は、昭和30年頃に火野葦平らとの会食の際に劉が執筆して[2]、友人に贈った色紙の言葉[1]という。
- 毎年命日の4月20日には、母校福岡県立小倉商業高等学校の校歌を作詞した縁で、同校の生徒による「碑前の集い」が、 北九州市立中央図書館前庭の文学碑の前で行われている。

## 略歴
- 1931年（昭和6年） 25歳 詩誌『稜体発光』を岩下俊作と創刊

- 1932年（昭和7年） 26歳 詩誌『とらんしっと』を創刊。のちに火野葦平も参加

- 1935年（昭和10年） 29歳 曾田共助と共に小倉郷土会を結成

- 1938年（昭和13年） 32歳 第二期『九州文学』を創刊

- 1939年（昭和14年） 33歳 「人間競争」を『九州文学』 に発表、第11回芥川賞候補作となる

- 1942年（昭和17年） 36歳 長編歴史小説「山河の賦」を六芸社から刊行（昭和18年にこの作品で第3回「九州文学賞」を受賞）

- 1943年（昭和18年） 37歳 「翁」を『九州文学』 5月号に発表、第17回芥川賞候補作となる。「十時大尉」を『文芸読物』 10月号に発表、第18回直木賞候補作となる

- 1945年（昭和20年） 39歳 「以呂波読本」を『九州文学』4月号に発表

- 1950年（昭和25年） 44歳 郷土史誌『小倉』（小倉市役所発行）を執筆、刊行

- 1955年（昭和30年） 49歳 「風雪」を『九州文学』3月号、4月号に発表、第33回直木賞候補作となる。福岡県文化財専門委員に就任

- 1956年（昭和31年） 50歳 小倉市文化財調査委員会の委員長に就任

- 1960年（昭和35年） 54歳 「城址」を『新潮』6月号に発表。同年、小倉郷土会会長に就任

- 1963年（昭和38年） 57歳 北九州市文化財調査委員会が設置され、委員長に就任

- 1964年（昭和39年） 58歳 北九州市小倉南区西谷地区の歴史・民俗調査隊を編成し、隊長に就任 （昭和40年「西谷」を刊行）

- 1966年（昭和41年） 60歳 日本民俗学会の評議員に就任。文部省文化財保護委員会・福岡県教育委員会による「田川郡添田町津野谷の民俗資料緊急調査」の調査委員に就任(昭和42年「津野」を刊行)

- 1968年（昭和43年） 62歳 北九州市文化財展覧会実行委員長に就任。（以後、昭和48年まで毎年、同委員長に就任）

- 1969年（昭和44年） 63歳 北九州市小倉南区頂吉地区の民俗調査隊を編成し、隊長に就任。 (昭和47年 「頂吉民俗調査報告書」刊行)

- 1971年（昭和46年） 65歳 「北九州市の文化財を守る会」の常任理事に就任。北九州市立郷土資料館運営委員長に就任。 (昭和50年まで) 北九州市文化財調査実行委員長に就任。

- 1972年（昭和47年） 66歳 市立美術館建設委員長に就任

- 1975年（昭和50年） 69歳 北九州市の文化財を守る会顧問、北九州市民芸資料館運営委員長、北九州市立歴史博物館協議会委員長、北九州市歴史資料収集委員、にそれぞれ就任

- 1977年（昭和52年） 71歳 「西日本における文学活動と地域文化の推進に尽くした功績」により、西日本新聞社から第36回「西日本文化賞」を受賞

- 1982年（昭和57年） 76歳 森鷗外旧居復元完成。北九州森鴎外記念会会長に就任。随筆「わが一期一会」を読売新聞に1月8日から週1回連載。 （連載は昭和59年12月24日まで145回に及んだ）

- 1984年（昭和59年） 78歳 「阿蘇外輪山」を『海燕』9月号に発表

- 1986年（昭和61年） 79歳 4月20日 死去。法名 普照院劉譽詩道一穂居士

## 著作
- 『山河の賦』六芸社 1942年

- 『敵国降伏 国難元寇記』 四海書房 1943年

- 『世間ばなし』 春陽堂文芸叢書 1947年

- 『炎の記録』 新太陽社 1948年

- 『天草四郎』 宝文社 1958年

- 『九州工業大学五十年史』 九州工業大学 1959年

- 『ザビエル渡来物語・島原の乱』 (物語日本史)  学習研究社 1967年

- 『松本健次郎伝』 松本健次郎伝刊行会 1968年

- 『黒田騒動』 新人物往来社 1970年

- 『竜造寺党戦記 竜造寺と鍋島』 新人物往来社 1971年

- 『長崎歴史散歩』 創元社 1972年

- 『片すみの椅子』 九州文学社 1977年

- 『九州芸術風土記』 国書刊行会 1983年

- 『わが一期一会』 創思社出版 1985年

- 『劉寒吉自選作品集』 創元社 1985年

- 『劉寒吉詩集』 濱田澤江 1988年

- 『山河の賦』 新人物往来社 1990年 再刊

- 『長崎小話 奉行所犯科帳より』 濱田澤江 1992年

- 『炎の記録』 あさ出版 1995年 再刊

## 共著
- 『新文学選書 第1 』 岩下俊作共編 燎原社 1946年

- 『聞書小林徳一郎翁伝』 米津三郎筆録 劉寒吉編 小林徳一郎翁顕彰会 1962年

- 『日本のやきもの 第2 有田』  永竹威共著 淡交新社 1965年

- 『深町光義伝』 旭興産 1973年

- 『福岡の伝説』(日本の伝説) 角田嘉久共著 角川書店 1979年

- 『福岡県人』(日本人国記) 新人物往来社 1984年

## その他
- 火野葦平 文学碑 撰文

- 岩下俊作 無法松の碑 撰文

- 森鴎外 京町住居跡碑 撰文

- 九州工業大学 開学の碑

## 参考
- 火野葦平・岩下俊作・劉寒吉展「生誕100年記念火野葦平・岩下俊作・劉寒吉展」 北九州市文学館 2006年11月